# Рыбин, Сергей Николаевич
Серге́й Никола́евич Ры́бин (род. 30 сентября 1985) — российский легкоатлет, специалист по бегу на длинные дистанции, кроссу и марафону. Выступал на профессиональном уровне в 2005—2014 годах, чемпион России в марафоне, полумарафоне, беге на 10 000 метров, многократный победитель и призёр первенств всероссийского значения, участник чемпионата Европы в Цюрихе. Представлял Мордовию. Мастер спорта России международного класса.

## Биография
Сергей Рыбин родился 30 сентября 1985 года. Занимался лёгкой атлетикой под руководством тренеров В. Арефьева, В. Б. Ежова, Б. А. Ахтямова, Д. П. Письмарова.
Впервые заявил о себе на взрослом всероссийском уровне в сезоне 2005 года, когда выиграл серебряную медаль на чемпионате России по полумарафону в Саранске.
В 2006 году с результатом 2:19:46 финишировал восьмым на чемпионате России по марафону в Саранске, одержал победу на чемпионате России по полумарафону в Саранске. Попав в состав российской национальной сборной, выступил на чемпионате мира по полумарафону в Дебрецене, где занял итоговое 40-е место.
В 2007 году в дисциплине 10 000 км получил серебро на молодёжном всероссийском первенстве в Туле, стал пятым на молодёжном европейском первенстве в Дебрецене. Принимал участие в Дублинском марафоне — показал результат 2:25:23 и занял 13-е место.
В 2009 году с личным рекордом 2:11:48 одержал победу на чемпионате России по марафону в Саранске, с результатом 2:18:24 выиграл марафон «Белые ночи» в Санкт-Петербурге. Выполнив соответствующий квалификационный норматив, рассматривался в качестве участника чемпионата мира в Берлине, однако в итоге на старт здесь не вышел.
На чемпионате России 2010 года в Саранске взял бронзу в беге на 5000 метров.
В 2011 году победил на чемпионате России по бегу на 10 000 метров, прошедшем в рамках Мемориала братьев Знаменских в Жуковском. Будучи студентом, представлял страну на Всемирной Универсиаде в Шэньчжэне — стартовал в той же дисциплине, но в итоге сошёл с дистанции, не показав никакого результата.
В 2013 году одержал победу на чемпионате России по полумарафону в Уфе, выиграл бронзовую медаль на осеннем чемпионате России по кроссу в Оренбурге.
В 2014 году победил на чемпионате России по марафону в Волгограде (2:16:43). Благодаря этой победе удостоился права защищать честь страны на чемпионате Европы в Цюрихе — в программе марафона показал результат 2:18:04, расположившись в итоговом протоколе соревнований на 21-й строке (вместе с соотечественниками победил в разыгрывавшемся здесь командном Кубке Европы по марафону). Также в этом сезоне стал бронзовым призёром в дисциплине 10 км на осеннем чемпионате России по кроссу в Оренбурге (после допинговой дисквалификации Ильдара Миншина переместился в итоговом протоколе на вторую позицию). По окончании сезона завершил спортивную карьеру.
За выдающиеся спортивные достижения удостоен почётного звания «Мастер спорта России международного класса».